# 特首大辯論
《特首大辯論》（I want to be CE 2 Debate Special），為亞洲電視製作的節目《我要做特首2》特備節目，由胡恩威主持，每集就政制、房屋、醫療、教育、扶貧、環保等議題邀請各界人士進行辯論。節目於2012年2月18日首播，逢星期六晚上10:00於本港台播出，逢星期日晚上8:00於亞洲台播出。

## 節目簡介
新一屆2012年香港特別行政區行政長官選舉舉行在即，社會各界亦正不同議題議論紛紛。《我要做特首2》藉著此機會，就市民最關切的社會議題：政制、房屋、醫療、教育、扶貧、環保等，舉辦一個全港大型辯論比賽，並歡迎各界人士參加，各自為不同的政制意見作出辯論。
整個辯論比賽由胡恩威主持，節目將會以論壇形式進行，每一集會邀請四位嘉賓參與比賽，輪流發表政綱，就香港市民最關心的政治議題作出辯論，同時來自各界的現場觀眾可作即時質詢提問。

## 環節
- 「特首大政綱」：參賽者用兩分鐘時間發表個人政綱。
- 「觀眾大質詢」：現場觀眾提出即時提問。
- 「激辯大火拼」：四位參賽者以口才較量。
- 「終極大結論」：參賽者用兩分鐘時間作出最後總結。
- 「全民大投票」：觀眾投票選出最佳政策者。

## 每集記錄
| 集數 | 播映日期 | 嘉賓 | 內容         |
| 01   | 2月18日  | 陳紹銘、方國珊、黃錦康、林輝、陳樹渠紀念中學師生                                                                                                   | 房屋問題     |
| 02   | 2月25日  | 羅耀荃、黃金耀、劉子勤、朱漢強 | 環保問題     |
| 03   | 3月3日   | 張智華、施俊輝、李炏烜、陳恒鑌、陳樹渠紀念中學、中華基督教會基新中學、香港青年協會及青年民建聯師生                                                 | 教育問題     |
| 04   | 3月10日  | 黃和平、黃慧筠、梁冠邦、尹兆堅、陳樹渠紀念中學、中華基督教會基新中學、香港青年協會及青年民建聯學生                                                 | 扶貧問題     |
| 05   | 3月17日  | 蘇曜華、梁家騮、李國麟、李榮森、香港發明協會、香港青年協會、香港護士協會、再生會、香港科學英才會、香港哮喘會、香港過敏協會、天水圍香島中學學生     | 醫療問題     |
| 06   | 3月24日  | 莫乃光、林祖舜、譚偉豪、陳易希、香港發明協會、香港青年協會、香港護士協會、再生會、香港科學英才會、香港哮喘會、香港過敏協會代表、天水圍香島中學學生 | 創意產業問題 |

## 外部連結
- 我要做特首-特首大辯論
- 我要做特首 Facebook